# Кваша, Наталья Георгиевна
Наталья Георгиевна Кваша (род. 12 сентября 1963, Пески, Николаевская область) — советская гребчиха. Мастер спорта СССР международного класса (1987). Участница Олимпийских игр 1988 года.

## Биография
Родилась в селе Пески Новоодесского района Николаевской области. В академическую греблю пришла благодаря сестре Татьяне Кваше. Сёстры вместе занимались у тренеров Н. И. Чечуй и Г. И. Четвертак и ездили на тренировки из Гурьевки, где тогда проживали, в Николаев. После девятого класса она поступила в Николаевскую школу-интернат спортивного профиля. С 1982 по 1988 год училась на факультете физического воспитания Николаевского педагогического института.
Кваша имела отклонения в работе сердечно-сосудистой системы, но продолжала заниматься греблей. Во время выезда на соревнования в Херсон она попала в автомобильную аварию, после чего восстанавливалась в течение двух лет.
С 1978 по 1990 год представляла спортивное общество «Авангард» (Николаев). Выступала за сборную Украины (1982—1990) и сборную СССР (1984—1990).
Чемпионка молодёжных игр Украины 1982 года. Неоднократно становилась победителем чемпионатов Украины и СССР. Серебряная призёрша Международной большой московской регаты 1984 года. Побеждала на регатах в Германии, Испании, Италии и Франции.
Участница Олимпийских игр 1988 года в Сеуле (8 место в одиночке). Серебряный призёр чемпионата мира 1989 года в Югославии (четвёрка). На Большой московской регате 1990 года в паре с Ириной Калимбет не смогла получить путёвку на Игры доброй воли.
Завершила спортивную карьеру в 1991 году и стала работать массажистом в Николаевской школе высшего спортивного мастерства.
Замужем. Воспитывает дочь и сына.